# Un dewezh 'barzh 'gêr : Journée à la maison
Albums de Alan Stivell
'Raok dilestra : Avant d'accoster
(1977) International Tour: Tro Ar Bed
(1979)
Un dewezh 'barzh 'gêr - Journée à la maison est le dixième album original d'Alan Stivell et son huitième album studio, paru en 1978. En 1988, il est édité pour la première fois en CD chez Disques Dreyfus sous le titre anglais A Home-coming. Sur le plan musical, c'est un album plus acoustique utilisant des instruments occidentaux, orientaux et celtiques qui s'expriment bien souvent librement, dans un esprit convivial.

## Démarche artistique
Enregistré chez lui à Langonnet et à Paris, en compagnie de quelques amis, Alan Stivell chante sur ce disque avec l'accent de Langonnet. Journée à la maison semble ainsi être une suite logique à E Langonned, pourtant, Alan Stivell n'était pas dans le même esprit : « C'est le plus violent de tous mes disques ; il renferme beaucoup d'harmonies dissonantes, un côté très électrique. J'étais d'ailleurs moi-même très électrique, car je voulais répondre à une partie du public qui avait saboté certains de mes concerts, et qui avait sali tout ce que j'avais essayé de faire. Ce qui avait eu pour conséquence de décevoir certaines personnes qui commençaient à prendre conscience de l'intérêt de toute la culture bretonne. À cela s'ajoutait la défaite de la gauche en 1977, donc une certaine déception et une grande tristesse. Mais aussi une volonté de continuer dans la voie que je m'étais tracée. »
Il s'agit là d'une petite pause acoustique, d'un album méconnu mais très réussi, intéressant par le côté improvisé inédit de près de la moitié de ses titres. Une journée reposante pour se ressourcer, parmi des airs traditionnels et un air familier, avant les grands événements qui l'attendent (ses tournées internationales à venir, son œuvre ambitieuse intitulée Symphonie celtique : Tír na nÓg à paraître en 1979). Dans Racines interdites, à propos de ce disque, le musicien déclara qu'il était « une sorte de parenthèse. Le besoin s'exprime de manière plus détendue, plus spontanée, sans rien avoir à prouver [...] Il correspond à l'une des phases introspectives de la spirale. » N'ayant jusque-là jamais utilisé l'accordéon dans ses musiques, qui se basent principalement sur les gammes non tempérées, il l'emploie sur un titre en duo avec un violoncelle, « car je n'aime aucun ostracisme (rires) », assure-t-il.

## Parutions et réception
Le disque paraît en 1978 chez CBS (futur Sony Music) et la même année en Australie chez Philips sous le titre A Day at Home, en Espagne chez Guimbarda Zafiro sous le titre Una jornada en casa, en Allemagne chez Metronome (Warner), en Italie chez PDU. En 1988, il est édité en supports CD et cassette par son nouveau label Disques Dreyfus, avec une nouvelle pochette et le titre anglais A Home-coming, sous-titré en français Journée à la maison.
« Éviter de se répéter tout en restant fidèle à un enracinement, n'est-ce pas là un but à atteindre pour un musicien populaire ? »

En 1978, dans la revue Rock & Folk, le journaliste Jacques Vassal en parle ainsi : « Pour son premier disque chez CBS, Alan Stivell s'offre une sorte de récréation. [...] L'artiste évoque le partage des plaisirs simples et vrais, amour, amitié, rire, boisson, mais aussi certaines luttes récentes de leur peuple, qui font déjà partie de la tradition d'aujourd'hui. Alan chante ici avec l'accent de Langonnet, et non plus en breton « officiel ». [...] "Un dewezh 'barzh 'gêr" est l'un des plus beaux disques de Stivell, mais aussi l'un des plus intéressants en musique populaire. Cet artiste confirme qu'il est un vrai créateur, explorant inlassablement d'autres rivages. Éviter de se répéter tout en restant fidèle à un enracinement, n'est-ce pas là un but à atteindre pour un musicien populaire ? ». L'artiste confirme ce constat, en déclarant dans la revue Rock Hebdo en juin 1978, qu'« une évolution n'est pas un déplacement mais un élargissement. Ce qui veut dire que je ne laisserai pas tomber la musique traditionnelle ». Quant à Vincent Elvrett du journal Rock en stock, il écrit qu'« Alan Stivell est le musicien le plus pur et le plus accompli que la terre bretonne ait jamais enfanté. Il sait travailler dans tous les registres sans jamais quitter les sources celtiques de sa musique. "Journée à la maison" marque un retour vers les airs et les chants traditionnels. »

## Caractéristiques artistiques

### Description des morceaux

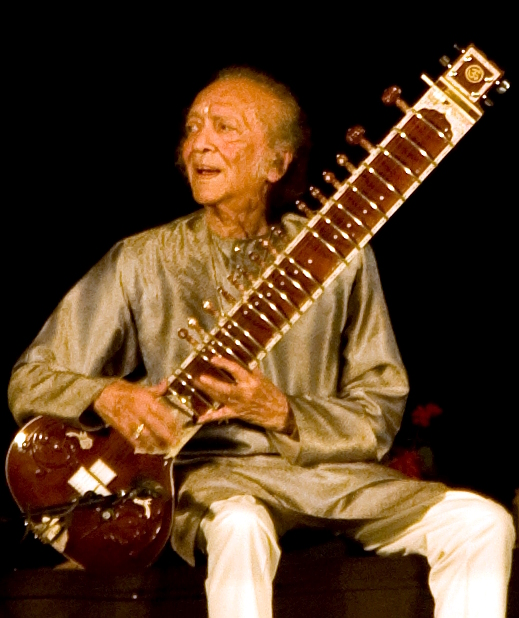
Ravi Shankar en 2009, maître du sitar (1920-2012).

Trinquons nos verresAir traditionnel de Haute-Bretagne qui appelle à la bonne humeur et à la paix. La répétition du thème par le dédoublement de la bombarde est survolée par la flûte traversière, qui donne une couleur « jazzy ».
Ar Wezenn avaloù (« Le Pommier »)Cet air traditionnel bien connu en Haute-Cornouaille (Kernev-Uhel), démarre a cappella par la voix du barde – à laquelle se mêlent des sonorités de sitar et de tampura sur les couplets suivants – Un certain Yann ar zoner (Jean le sonneur) se plaint de la disparition d'un pommier, qui donnait... un si bon cidre.
Henchou kuzh (« Chemins invisibles »)Improvisation musicale où la harpe répond aux instruments extrême-orientaux à cordes (sitar et tampura) et aux percussions assurées par Hayward.
Tabud Kemper (« Manifestation à Quimper »)Chanson politique et sociale en kan ha diskan interprétée avec Yann-Jakez Hassold, qui évoque en breton les manifestations paysannes des années 1960 : « Ils voulaient montrer aux gens du gouvernement / Combien la vie est cruelle pour le pauvre paysan […] D'une année à l'autre les choses empirent / C'est pourquoi à Quimper il y avait des jeunes au sang chaud ». Il conclut par « Je pense que le jour viendra où la Bretagne sera dirigée / Par les Bretons eux-mêmes, et ce sera normal. / Ce jour-là, le travailleur dans les champs ou en ville / Fera ses lois lui-même dans une grande maison de Quimper. »
Warlec'h koan (« Après-dîner »)Autre improvisation, qui achève la première face du disque, à la fin de laquelle Stivell dialogue en chantant avec la flûte de Chris Hayward.
An Try Marrak (« Les Trois Chevaliers »)Chanson de la Cornouailles britannique douce et tragique accompagnée à la harpe, mettant en scène trois chevaliers aimant une belle dame qu'assassine son frère Jean en la poignardant. La présence du violoncelle et de l'accordéon n'est pas fréquente chez l'artiste. La voix semble aussi épouser les vallons et les côtes rocheuses de cette pointe d'Angleterre où l'on parle cornique : à l'écoute du drame chanté, se dessinent les trois chevaliers – celui tout de blanc vêtu venant vers la jeune fille « comme un soupirant », celui tout de vert vêtu s'offrant à être « son cher compagnon » et le troisième, tout de rouge vêtu, « voulant prendre sa précieuse virginité » – chevauchant à travers les bocages, les prairies que les moutons ponctuent de blanc, avec en arrière-plan ce bleu délicat où se fondent le ciel et l'océan.

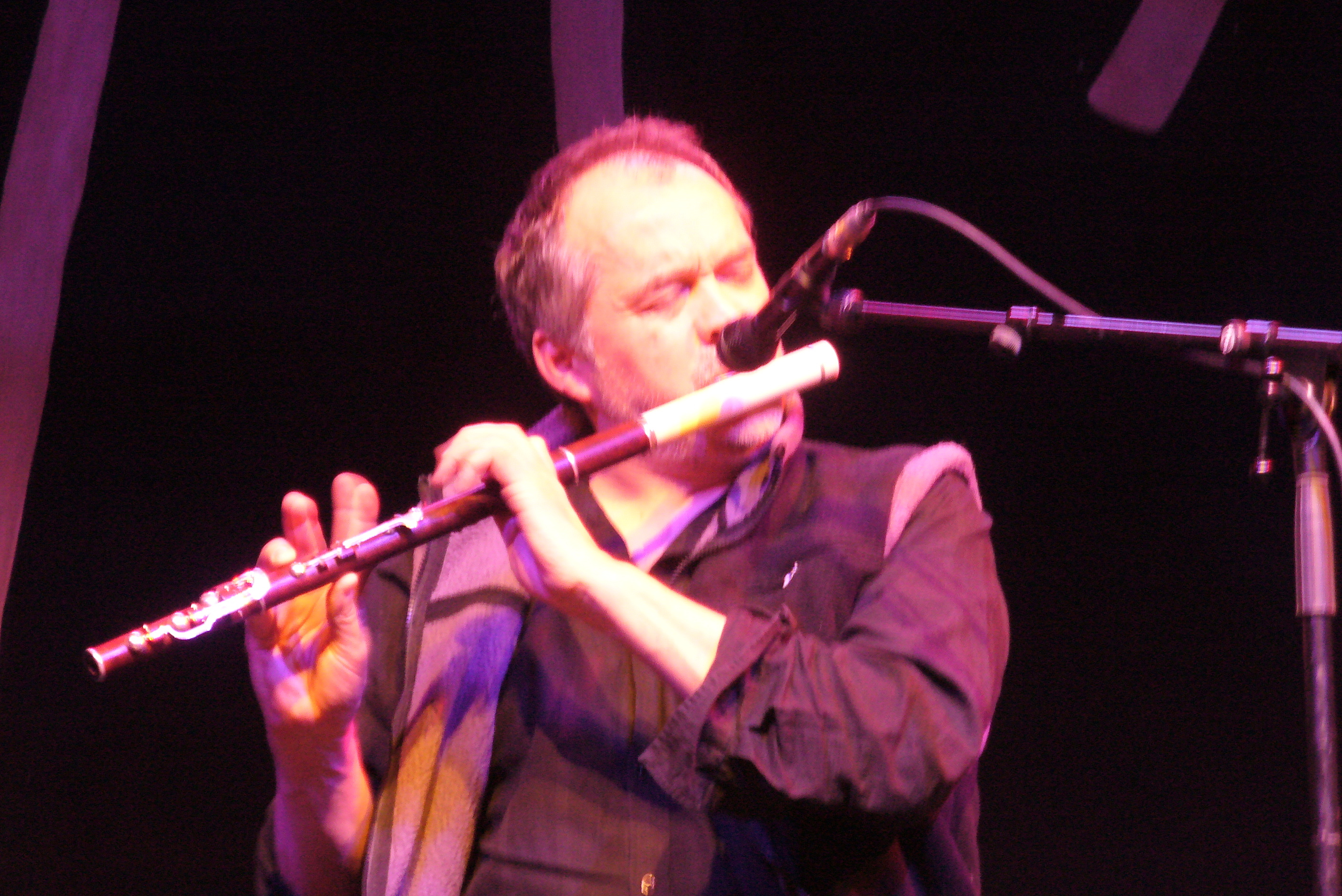
Jean-Michel Veillon, joueur reconnu de flûte traversière en bois en Bretagne.

Tal An Tan (« Face à l'âtre »)Ce moment instrumental qui suit permet de prolonger la méditation en suivant l'arpège lancé par Alan Stivell sur le même mode mélodique mais en plus aigu, avec des interventions de Chris Hayward (flûte, percussion) et des cordes.
An Nighean Dubh (« La Fille aux cheveux noirs »)Traditionnel écossais des îles Hébrides : le narrateur – un marin – y raconte joyeusement qu'il s'est « amusé avec la fille aux cheveux noirs après [s'] être levé le matin ». La flûte traversière est encore bien présente, rejointe par la cornemuse avant que la harpe ne conclue.
Slán Chearbhallain (« L'Adieu d'O'Carolan »)Reel traditionnel irlandais (O'Carolan's Farewell en anglais) en hommage au célèbre compositeur irlandais, l'harpiste aveugle Toirdhealbhach Ó Cearbhalláin (Turlough O'Carolan en anglais) (1675-1740), contemporain de J-S Bach. Morceau interprété uniquement à la harpe.
Inisi Hanternos (« Les Îles du Nord, de Minuit »)Toujours à la harpe, une improvisation avec des arpèges mais avec un effet sonore « aquatique » intrigant en fondu pour conclure la « journée celtique ».

### Pochette et disque

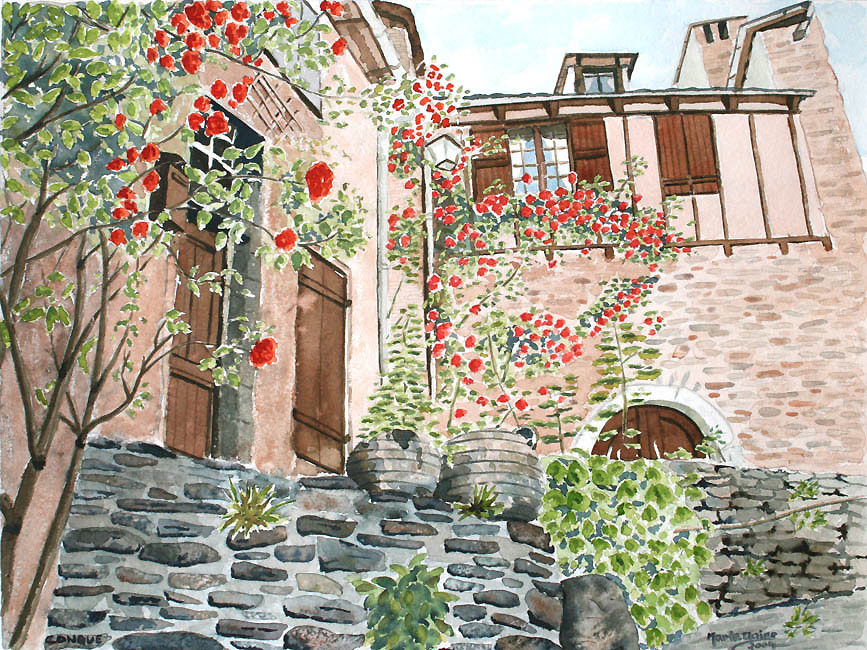
Une maison en pierre parcourue de rosiers telle que sur la pochette

Sur la pochette, Alan Stivell, dont le nom est encore stylisé, est assis sur le seuil de sa maison de pierre, jouant du dulcimer près d'un rosier en fleurs que l'on retrouve au dos de la pochette, en pull noir sur lequel se détache le fameux grand triskell, en jean et espadrilles, cheveux longs et barbe noire.
La démarche du musicien est alors la même que celle, par exemple, de la poète occitane Marcelle Delpastre : être ancré en un lieu précis, mais en faire un centre du monde et donc l'ouvrir à l'universel.

## Fiche technique

### Liste des morceaux
Toutes les musiques sont des arrangements ou des improvisations d'Alan Stivell.
| No  | Titre                                          | Auteur                                                 | Durée |
| --- | ---------------------------------------------- | ------------------------------------------------------ | ----- |
| 1.  | Trinquons nos verres                           | air traditionnel de Haute-Bretagne                     | 4:18  |
| 2.  | Ar Wezenn awaloù (Le pommier)                  | chant traditionnel de Haute Cornouaille (Kernev-Uhel)  | 4:31  |
| 3.  | Henchoù kuzh (Chemins invisibles)              | musique improvisée                                     | 2:45  |
| 4.  | Tabud Kemper (Manifestation à Quimper)         | chanson bretonne traditionnelle récente                | 3:12  |
| 5.  | Warlec'h koan (Après-dîner)                    | musique improvisée                                     | 2:35  |
| 6.  | An try marrak (Les trois chevaliers)           | texte cornique Anthony Snell - air traditionnel breton | 5:48  |
| 7.  | 'Tal an tan (Face à l'âtre)                    | musique improvisée                                     | 5:20  |
| 8.  | An nighean dubh (La fille aux cheveux noirs)   | chanson traditionnelle écossaise des îles Hébrides     | 3:10  |
| 9.  | Slán Chearbhallain (L'adieu d'O'Carolan)       | air ancien irlandais                                   | 1:13  |
| 10. | Inisi hanternos (Les îles du nord / de minuit) | musique improvisée                                     | 3:09  |

### Crédits

#### Équipe artistique

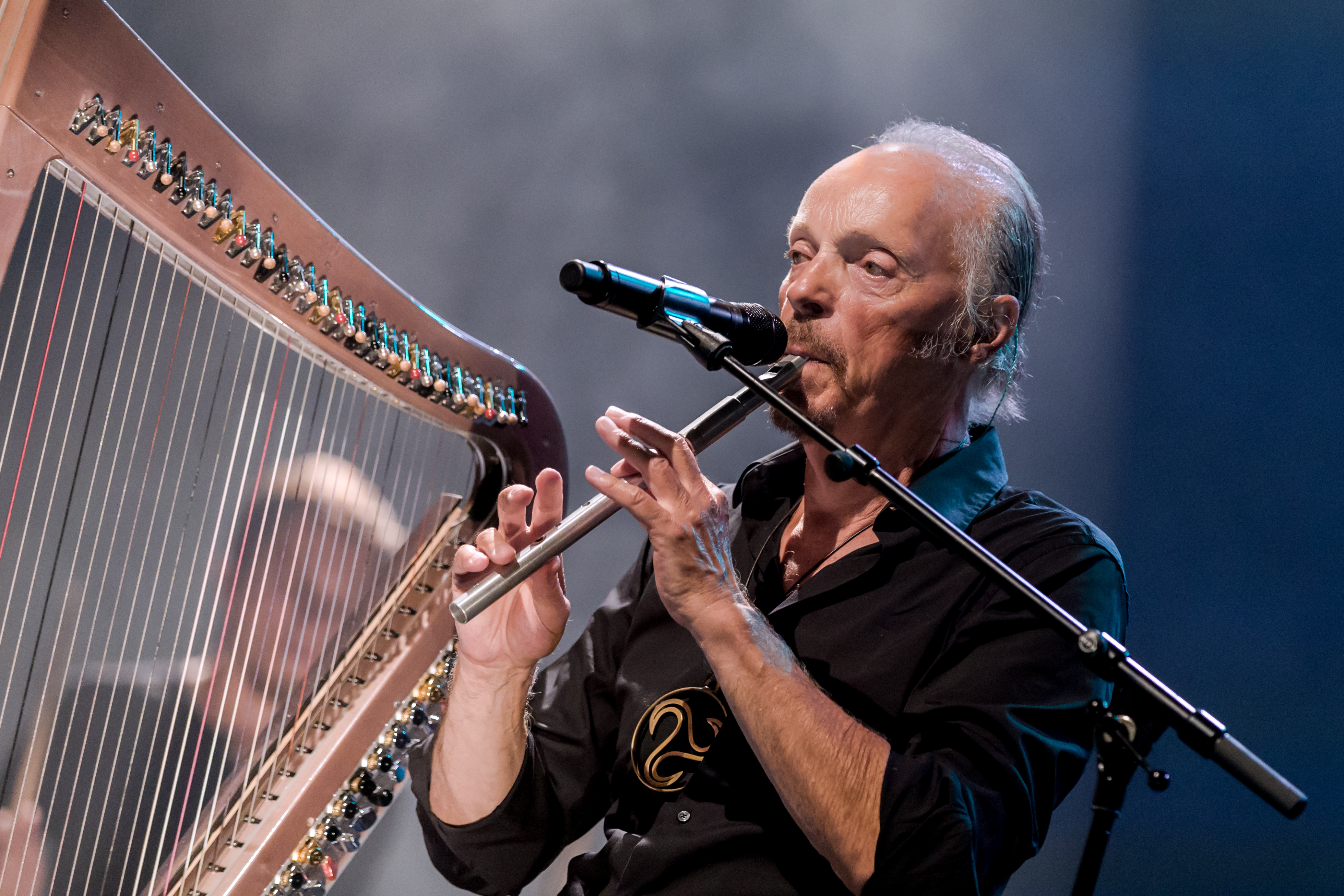
Alan Stivell au low whistle.

- Alan Stivell : chant, harpes celtiques, cornemuse écossaise, bombarde, flûte irlandaise, piano
- Chris Hayward : flûte traversière, percussions
- Marc Perru : guitare acoustique
- Michel Valy (dit Mikael Ar Valy) : basse
- Hervé Derrien : violoncelle
- Claude Nicault : accordéon
- Yann-Jakez Hassold : chant
- Jean-Claude Oliver : sitar
- Michel Delaporte : tampura

#### Équipe technique
- Production : Alan Stivell (pour Keltia III)
- Arrangements : Alan Stivell
- Enregistrement et mixage : Gilbert Grenier (Studio Aquarium/Geneix, Paris)
- Gravure : Christian Orsini (Translab)
- Photographes : Patrice Pascal, Salut, Claude Jarroir
- Direction d'art : Maximillian
- Mastering digital effectué à partir de l'enregistrement original par Yves Delaunay et Patrice Decomarmon (Dyam Music, CD Dreyfus)